# イサキ科
イサキ科（Haemulidae）は、スズキ目スズキ亜目に所属する魚類の分類群の一つ。19属で構成され、イサキ・コショウダイなど沿岸付近に生息する汽水魚・海水魚を中心に少なくとも133種が含まれる。

## 概要
太平洋・インド洋・大西洋など世界中の海に分布し、主に沿岸域の岩礁やサンゴ礁で暮らしている。汽水域で生活する仲間も多いが、淡水に進出するものはまれである。体長は最大で60cmほどになり、食用魚として重要な種類が多く含まれる。
日本沿岸には主にイサキ属・コショウダイ属・コロダイ属の仲間が分布する。そのほとんどが食用に利用され、特にイサキ・チョウチョウコショウダイ・コロダイなどは水産重要種として扱われ、各地で漁獲対象にされる。
ヒゲダイ属（ヒゲダイ・ヒゲソリダイなど）の仲間は従来イサキ科に含められることが多かったが、形態上の相違点が多いこと、沿岸だけでなく大陸棚など深所にまで分布することから、独立のヒゲダイ科として扱うことが提唱されている。

## 形態
イサキ科魚類は左右に平たく側扁した体型をもつものが多い。いわゆるコショウダイ亜科（後述）の仲間は、厚い肉質の唇と鮮やかな体色が特徴となっている。体表は全面が微小な櫛鱗で覆われる。口は小さく、顎の歯は絨毛状で細かい。また、鋤骨の歯はないことが多い。背鰭は1つで、9-14本の棘条と11-26本の軟条で構成される。臀鰭の棘条は3本、軟条は6-18本。尾鰭は二又に分かれるものから、丸みを帯びるものまでさまざま。鰓条骨は7本（ヒゲダイ類は6本）、椎骨は26あるいは27個。

## 分類

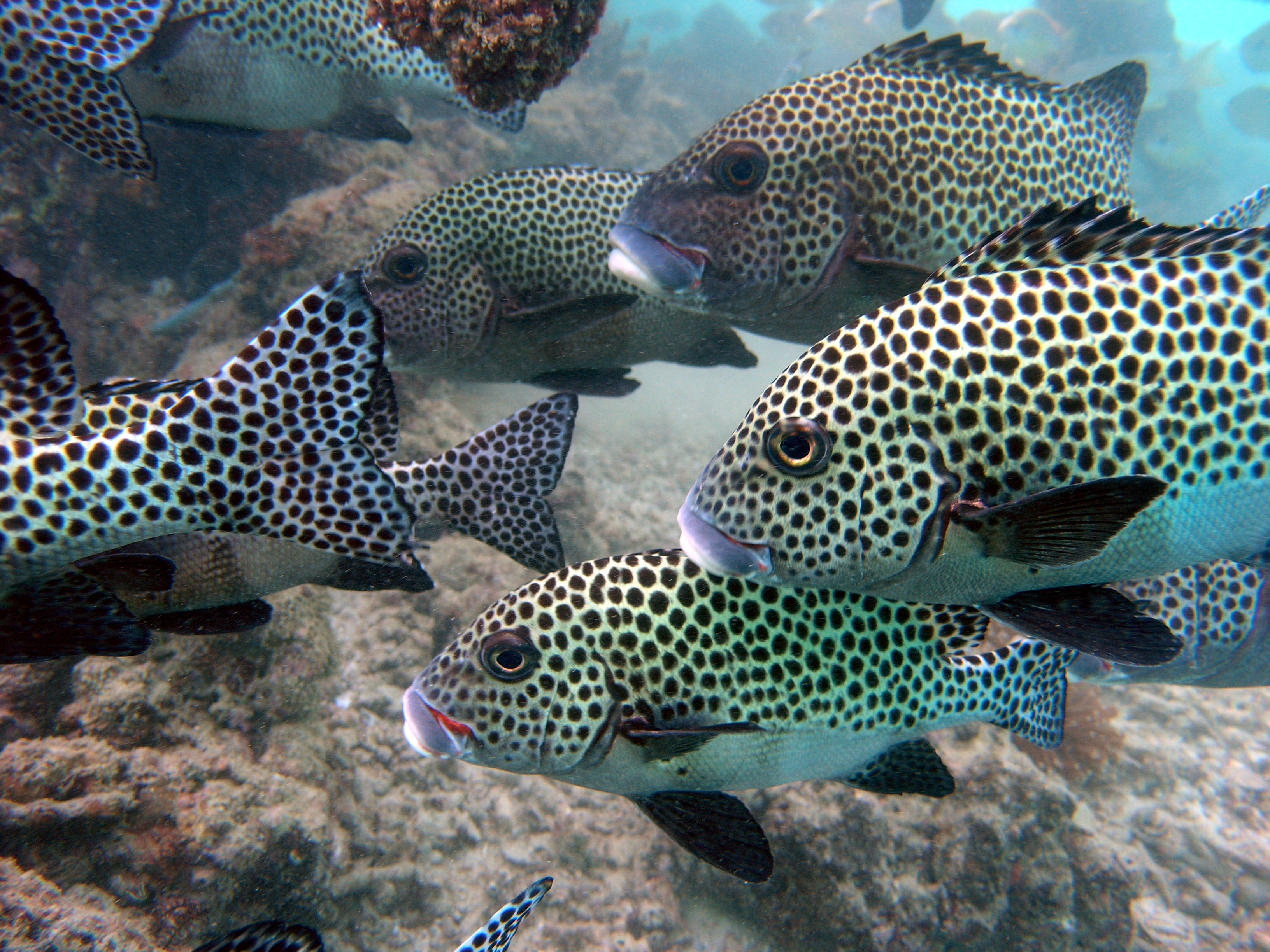
チョウチョウコショウダイ Plectorhinchus chaetodonoides （コショウダイ属）。沖縄でミーバイクレーと呼ばれる重要な食用種

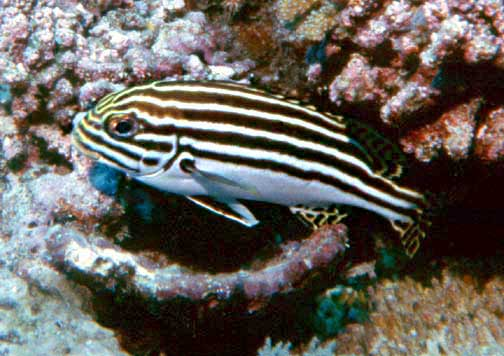
ムスジコショウダイ Plectorhinchus orientalis （コショウダイ属）。6本の縦縞が名前の由来

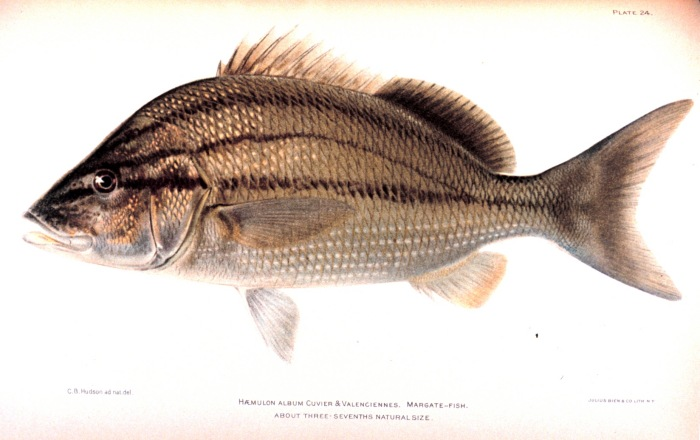
タイセイヨウイサキ属の一種 '

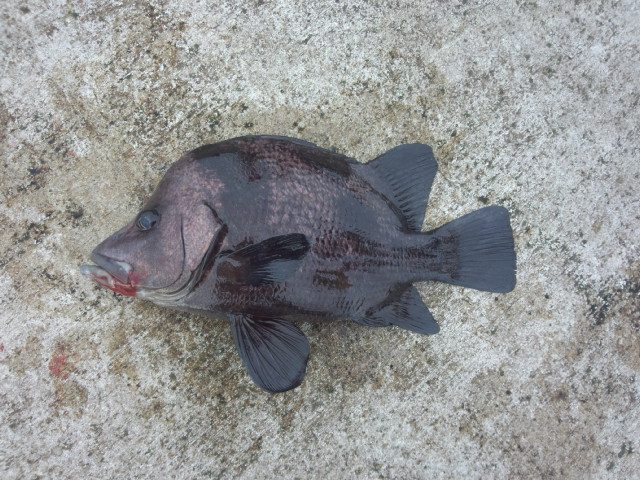
ヒゲダイ '

イサキ科は19属133種で構成される。いくつかの亜科に細分されることもあり、1980年代にはミゾイサキ亜科・コショウダイ亜科の2亜科を、またこれに加えてヒゲダイ亜科を置くこともあった。ミゾイサキ亜科の魚類は主に新世界に分布し、13-16本の背鰭軟条をもつのに対し、コショウダイ亜科はインド太平洋と大西洋東部が主な分布域で、背鰭の軟条数は17-26本である。日本沿岸に分布するグループの多く（イサキ属・コロダイ属・コショウダイ属など）はコショウダイ亜科に含まれる。
大西洋東部の熱帯域に分布する Parakuhlia macrophthalmus はユゴイ科に置かれることもある。また、従来イサキ科に含められていたヒゲダイ属 Hapalogenys を、独立のヒゲダイ科（Hapalogeniidae または Haplogeniidae）として分割することが提唱されている。イネルミア科は系統的に本科に含まれる。FishBaseでは23属138種が認められている。
ここでは和名のある種を挙げる。
- アツクチイサキ属 Anisotremus - 9種
  - アツクチイサキ Anisotremus surinamensis
  - クロオビダイ Anisotremus virginicus
- Boridia 属 - 1種
- Brachydeuterus 属 - 1種
- クロオビイサキ属 Conodon - 3種
  - クロオビイサキ Conodon nobilis
- コロダイ属 Diagramma - 5種
  - ヒレグロコロダイ Diagramma melanacrum
  - コロダイ Diagramma pictum
- Emmelichthyops 属 - 1種
- セッパリイサキ属 Genyatremus - 4種
  - セッパリイサキ Genyatremus luteus
- タイセイヨウイサキ属 Haemulon - 23種
  - タイセイヨウイサキ Haemulon aurolineatum
  - ホソイサキ Haemulon boschmae
  - ネジリタイセイヨウイサキ Haemulon flavolineatum
  - アオスジイサキ Haemulon plumieri
  - モンツキイサキ Haemulon steindachneri
- Haemulopsis 属 - 4種
- Isacia 属 - 1種
- Microlepidotus 属 - 3種
- クロホシイサキ属 Orthopristis - 5種
  - クロホシイサキ Orthopristis ruber
- Parakuhlia 属 - 1種
- イサキ属 Parapristipoma - 4種
  - イサキ Parapristipoma trilineatum
- コショウダイ属 Plectorhinchus - 31種
  - ダイダイコショウダイ Plectorhinchus albovittatus
  - チョウチョウコショウダイ Plectorhinchus chaetodonoides
  - ニジコショウダイ Plectorhinchus chrysotaenia
  - コショウダイ Plectorhinchus cinctus
  - オシャレコショウダイ Plectorhinchus flavomaculatus
  - ガテリンコショウダイ Plectorhinchus gaterinus
  - クロコショウダイ Plectorhinchus gibbosus
  - ヒレグロコショウダイ Plectorhinchus lessonii
  - アヤコショウダイ Plectorhinchus lineatus
  - アジアコショウダイ Plectorhinchus picus
  - タスジコショウダイ Plectorhinchus polytaenia
  - エリアカコショウダイ Plectorhinchus schotaf
  - ムスジコショウダイ Plectorhinchus vittatus
- ミゾイサキ属 Pomadasys - 34種
  - ホシミゾイサキ Pomadasys argenteus
  - シロガネミゾイサキ Pomadasys corvinaeformis
  - カガヤキミゾイサキ Pomadasys kaakan
  - マダラミゾイサキ Pomadasys maculatus
  - スジミゾイサキ Pomadasys quadrilineatus
- Xenichthys 属 - 3種
- Xenistius 属 - 2種
- Xenocys 属 - 1種